# Relea de la Loma
Relea de la Loma es una localidad y también una pedanía del municipio de Saldaña situada en la provincia de Palencia, comunidad autónoma de Castilla y León (España). A 5 km de Saldaña. La localidad es una de las localidades de la comarca de Vega-Valdavia, a orillas del arroyo Valdeperal. 
La comarca cuenta con muchos recursos naturales y de patriminio histórico y artístico poco aprovechados hasta la fecha.

## Demografía
Evolución de la población en el siglo XXI
| Gráfica de evolución demográfica de Relea de la Loma entre 2000 y 2020 |
|                                                                        |
| Población de derecho (2000-2020) según el padrón municipal del INE     |

## Apuntes históricos
En su término municipal han aparecido diversos vestigios romanos, entre ellos restos de una villa tardorromana con mosaicos, de la que se ha excavado un horno cerámico y un vertedero donde aparecieron entre otros, diversos materiales de carácter metálico, todos ellos fechados a comienzos del siglo IV d. C.
En 1352, Relea era uno de los pueblos de la merindad de Saldaña.
Su parroquia formó parte de la diócesis de León hasta 1956 y tuvo municipio propio hasta 1976. 
A la caída del Antiguo Régimen la localidad se constituye en municipio constitucional, conocido entonces como Relea que en el censo de 1842 contaba con 27 hogares y 140 vecinos, para posteriormente integrarse en Membrillar hasta la década de 1970.
Su parroquia formó parte de la diócesis de León hasta 1956 y tuvo municipio propio hasta 1976.

## Fiestas
La fiesta principal de Relea de la loma es el día 15 y 16 de agosto, las fiestas de nuestra señora y san Roque. Hace no muchos años se celebraba una carrera de motocross en unas cárcavas cercanas al cementerio y también había corrida de vaquillas, torneos de Frontón utilizando la pared de la Iglesia, pasacalles por las calles del pueblo donde la gente iba dando cosas, pero todo esto se fue olvidando porque la gente se fue yendo del pueblo.